# Verbascum haussknechtii
Verbascum haussknechtii är en flenörtsväxtart som beskrevs av Theodor Heinrich von Heldreich och Heinrich Carl Haussknecht. Verbascum haussknechtii ingår i släktet kungsljus, och familjen flenörtsväxter. Inga underarter finns listade i Catalogue of Life.